# 本田多聞
本田 多聞（ほんだ たもん、1963年8月15日 - ）は、日本の男性プロレスラー。元レスリング選手、元陸上自衛官。フリーランス。血液型B型。
神奈川県横浜市出身。土浦日本大学高等学校、日本大学卒業。

## 来歴

### レスリング選手
父は1964年東京オリンピックへの出場歴があるカヌー選手・本田大三郎。プロサッカー選手・本田圭佑の実父は従兄弟にあたる。
父から「レスリングで優勝できなければ大相撲へ入門させる」と脅され、必死にレスリングの練習に励んだ。中学時代から自衛隊の練習に参加するなど、早くからレスリングの素質を見出された。日大在学時にロサンゼルスオリンピックレスリング・フリースタイル100kg級で5位入賞（高校・大学の同窓に小林孝至がいる）、その後自衛隊体育学校に特体生で入校。
当時から異色な人物像で知られ、杉浦貴の言によれば「兵隊やくざ」と呼ばれていたという。3度のオリンピック出場や全日本選手権8度優勝など日本レスリングにおける最高の実績を持つ。当時を知る関係者が「多聞さんが普通に練習をしていたら、オリンピックでメダルぐらい楽に取れていた」と述懐する、ある種の天才肌。その技術力の高さから「アマレスの神様」と呼ばれた。

### プロレスラー
自衛隊体育学校では、バルセロナオリンピック終了後に1等陸尉に昇進し、レスリングをやめて原隊復帰する辞令が下りることになっていた。しかし本田はそれを拒否し、1993年全日本プロレス入団。同年10月8日、大分県立荷揚町体育館大会のテッド・デビアス戦にてデビュー。
プロレスへ転向後、プロレス技術習得のためにレスリングの技術を封印し、ヘッドバットを多用したスタイルとなる。本田は、「同じラケットを使う競技でも、テニスとバドミントンみたいに違う」と双方を表現した。デビューから数年後の試合にて、ボディスラムで倒した相手に対し、側転から倒れ込むようにヘッドバットするという、本田がめったに見せないアクロバティックな技を披露している。そのぎこちない動きに客席から大きな笑いが起こり、タッグパートナーの三沢光晴さえも屈伸を装って堪えきれない笑いを必死にごまかそうとしていた。のちに全日本プロレス中継の総集編番組にて当該映像が紹介され、同番組に出演した三沢は「僕も体操やっていたからわかるんですけど、アレまるっきり（側転をする）意味が無いんですよ。プロレス入ってすごい一番おかしかった。」と語っている。そんな中、稀にレスリング技術を駆使し、U系レスラーを手玉に取ることもあった。
デビュー間もないころはスポーツ刈りだったが、キャリアを重ね長髪を振り乱すスタイルとなった。福澤朗がその姿を「原人」と形容したことからニックネームとして定着。だがインタビューなどの一人称に「私」を用いることや、プロレスノア中継での解説で垣間見える知的な部分が本来の姿と言える。現在は総髪がトレードマークである。
井上雅央と組んだタッグで活躍。プロレスリング・ノア移籍後には、GHCタッグチャンピオンである秋山準・齋藤彰俊組に惜しくも敗れ、それをきっかけに長年組んだタッグを解消した。
度重なる故障により膝の皿を失ったことから満足な練習ができない中、「残りのレスラー人生をシングルにかける」と宣言し、2003年当時GHCヘビー級王者だった小橋建太に挑戦を表明した。同時期よりレスリング技術の封印を解き、回転地獄五輪シリーズを開発。数回の査定試合、挑戦者決定戦を経て臨んだ試合には結局敗れてしまう。その後、本田の熱い気持ちをくみ取った小橋とタッグを組み、GHCタッグ王座を獲得。リングイン・アウト時には、お互いにロープを開けるなど信頼・絆の深さを見せた。2007年12月に行われた小橋の復帰戦で解説を務めた本田は、試合中にもかかわらず涙を流している。
プロレスにおける同期は志賀賢太郎（年齢はほぼ一回り離れている）。GHCタッグ王座挑戦権争いでは志賀に敗れ、「今日ほどプロレスをやめたいと思ったことはない」と発言するなどライバル視する反面、強い信頼関係で結ばれている。志賀の欠場中、献身的に見舞ったことから「兄者（あにじゃ）」と慕われ、2005年の志賀の復帰戦では「復帰試合は本田さんにやってもらいたい」と志賀が直訴し対戦相手を務めた。本田自身も「志賀が帰ってきてくれたことが我がことの様に嬉しい」とコメントしている。また、志賀のオリジナルホールド「志賀絞め」は二人で共同開発し、本田も使用することがある。
ノアでは若手選手のコーチも兼任。小川良成と共に、道場にて後進の育成に励んだ。日本テレビのスポーツニュースにて育成の様子が放送され、テイクダウンやグラウンドにおける高いスキルを披露した。
2009年12月末日付で「年間報酬保障フリー選手契約が満了」となりノアを退団。その後はフリーランスとなり、自身のレスリングスクールを運営する傍ら、メジャー・インディー問わず他団体へ参戦。
泉田純至、菊地毅とともにチーム「頑」(かたくな)を結成。

## オリンピックでの成績
- 1984年ロサンゼルスオリンピック フリースタイル100kg級 5位入賞
- 1988年ソウルオリンピック フリースタイル100kg級 2回戦敗退
- 1992年バルセロナオリンピック フリースタイル130kg級 2回戦失格

## タイトル歴
全日本プロレス
- 第64代・第68代アジアタッグ王座（防衛1回 パートナーは泉田純→防衛3回 パートナーは井上雅央）
- あすなろ杯争奪リーグ戦第3回大会優勝

決勝にて大森隆男をダイビング・ヘッドバットで下した
プロレスリング・ノア
- 第6代・第12代GHCタッグ王座（パートナーは小橋建太）

防衛記録は2回→0回
アパッチプロレス軍
- 第8代WEWタッグ王座（防衛1回 パートナーは丸藤正道）

（タイトルは他団体のものだが、ノア所属選手として取得）

## 得意技
デビュー当初は粗暴な原人キャラだったが、高難度な関節技を何度も開発するなどテクニカルなレスラーへ転身した。
デッドエンド
2段階式長滞空高角度投げっぱなしジャーマン・スープレックス。メインのフィニッシュムーブだが、膝の状態悪化後は往年の軌道で投げられなくなった。
クロスアーム式デッドエンド
別名、抱え込み式デッドエンド。小橋建太と組んだGHCタッグ王座挑戦時に初披露している。相手の体を両腕ごと巻き込む形でクラッチしたデッドエンド。
回転地獄五輪シリーズ
レスリング経験をいかしたグラウンドにおけるコンビネーション名。丸め込み・締め上げなど変化自在かつ様々な種類で構成される。
その他の得意技
タモンズ・シューター
STFの形からフェイスロックをかけている腕を片羽絞めに移行し、仰向けになることで完成する複合サブミッション。
タモンズ・パワード（変形パワーボム）
- STF
- ヘッドバット

デビュー直後からNOAH移籍直前まで、ほとんどの試合で多用していた。
- 裏肩固め
- （腕取り式）肩固め
- 裏ファイヤーマンズ・キャリー・ホールド
- 志賀絞め

## エピソード
- 名前である『多聞』は、大日本帝国海軍にて第二航空戦隊司令官を務めた山口多聞（ミッドウェー海戦で戦没）に由来する[4] 。
- 音楽はロックを好み、特にパンクへの造詣が深い。パンクバンド『ラモーンズ』を愛聴し、ボーカルのジョーイ・ラモーンに憧れている。その熱意は、自らアマチュア・バンド「タモーンズ」を結成し、ジョーイ・タモーン（ボーカル）を名乗るほど。また入場曲にはUKハードコアパンクバンド『G.B.H.』の『NO SURVIVERS』を使用。タモーンズでは、実弟の率いていたアマチュアバンド「超絶トリックスター」協力のもと、インディーズ流通にてCDをリリースしている。
- 妻はピアニスト（ピアノ講師）[1]。
- 料理を得意とし、酒豪の一面を持つ。全日本プロレス時代にはバラエティ番組で大食いレスラーとして紹介されていた。
- 「三度の飯より釣りが好き」と公言するほどの釣りキチで、田上明が結成した「ノア・サーフクラブ」の一員でもある。また月間釣り情報誌「磯・投げ情報」（海悠出版／主婦と生活社）で“本田多聞のラブ&ピース釣行日誌 多聞の日々是釣日和”という連載を持っている。
- 『ケロロ軍曹』の大ファンとしても知られる。同作品を観て感泣した経験を持つほど。
- 十数年前[いつ?]、トークショーでの「似ているといわれる芸能人は」という問いに「豊川悦司」と答えている。
- 「3年N組 三八先生」「ディファ有明戦隊ノアレンジャー」にて、泉田純至や川畑輝鎮と共に女子学生役を演じた。その際、三八先生では「クラスの魔女軍団」、ノアレンジャーでは「ブサイクちゃん」と呼ばれている。

## 脚註
1. 1 2 3  “本田圭佑とは親戚…レスリングで活躍した本田多聞さんは今”. 日刊ゲンダイDIGITAL (2014年5月25日). 2017年2月16日閲覧。
2. ↑  選手、レフェリー契約についてのお知らせ プロレスリング・ノア 2010年1月8日付
3. ↑  戴冠時の管理団体はFMW
4. ↑  父：本田大三郎の著書『本田の男は骨で闘う 本田圭佑、本田多聞を育てたオリンピアンの日本人の心を強くする言葉』（あさ出版 ISBN 4860635191）に命名の云われが語られている。